# Епоха слави і надії
"Епоха слави і надії" — інтернет-роман українського письменника Євгенія Литвака 2021 року. Написаний у новому жанрі літератури — litwake. Другу частину з назвою "Єрусалим" варто очікувати у 2026 році (приблизно).
Литвак Є. П. "Епоха слави і надії" — Дніпро: ЛІРА, 2023, 1032 сторінок, 13 ілюстрацій, ISBN 978-966-981-727-3

## Опис
Це книга про ченців Тибету, пригоди Ісуса в Індії до 33 років, заснування буддизму і християнства. Про те, як індійський Цар Ашока 2000 років тому заснував Братство Дев'яти Невідомих, яке існує досі. Також дані відповіді на найважливіші питання: про
реінкарнацію та безсмертя. Одна розповідь на 1000 сторінок, 121 глава та одна історія про безсмертне кохання.

## Сюжет
Сюжет книги «Епоха слави та надії» починається зі смерті члена таємного Братства Дев'яти Невідомих. Популярний блоґер з унікальною професією, Ловець Снів, стверджує і доводить, що уві сні людина може побачити фрагменти зі свого майбутнього. Разом із дівчиною, яка мріє стати відомим дизайнером, він випадково занурюється в пошуки еліксиру безсмертя, які переростають у віднайдення правди про самого батька Ісуса. Також у книзі є історична частина про період життя Христа, коли він був в Індії. Про його пригоди до того, як він прийшов до Єрусалиму.

## Головний герой
Автор «Епохи слави і надії» створив нову професію для головного героя – Ловець снів (як і Конан Дойл, який створив для Шерлока Холмса метод дедукції).  Онейрологія – наука, що вивчає сновидіння. Світ снів для всіх досі таємниця за сімома замками. Євгеній Литвак також не залишився осторонь теми снів та вмістив у свою книгу багато власних досліджень в галузі цієї науки. Герой книги Ніколас Романов – всебічно розвинена особистість, автор книжки про туризм, власник інтернет-магазину товарів для сну, знавець всього про сни. Він – Ловець снів та власник незвичного талісману. Литвак саме для такої сильної особистості створив нову, нікому невідому професію, яка «ловить» сни. Ніколас Романов кращий та єдиний у своїй професії. Він виступає консультантом на телепередачах, дає інтерв’ю для відомих журналів. Вже зараз він консультує безліч знаменитих та видатних людей. Ніколас впевнений, що уві сні ми можемо бачити своє майбутнє. Сон – це абсолютно вся інформація людини, все його життя. Сон – це конференція: я минуле, я нинішнє, я майбутнє. Як виявилось техніці сну можна навчитись. Під час виступу перед студентами, Ловець снів описує, що таке «дежавю» - коли людина відчуває, що була в тій чи іншій ситуації або місці аж до дрібниць. «Сон» і «дежавю» - частини одного цілого. Ця професія унікальна у своєму роді, і лише Литвак знає всі тонкощі її створення.

## Зміст
Щодо змістового складника твору, варто виділити позиції, які привертають увагу: по-перше, наявність «вічних» тем. Зокрема, теми стосунків батьків та дітей різнобічно розкриваються в таких образах: Стефан і Алекс Крамер, Молитва і Ханой, Соломон і Давид, Дітар і Цезар, Надіша і Мріадр, Серафим і Авраал та ін. Автор апробовує ролі «батько-наставник» та «батько-приклад» в межах більш глобальної теми – стосунки людини з Богом. Сюжет роману виходить далеко за межі ортодоксального розуміння релігії: на противагу роману Дена Брауна «Код да Вінчі», в якому запропонована версія родинних стосунків Ісуса Христа за схемою «батько-дитина» (тобто, батьком є Ісус), Євгеній Литвак пропонує в романі «Епоха слави і надії» іншу версію родинного зв’язку, а саме за схемою «дитина-батько» (батьком Ісуса виступає інша людина, а не Бог). Така позиція відкриває шлях до розуміння всіх сюжетних ліній. Наприклад, поява Братства Дев’яти Невідомих, яке таємно керує людством та знаннями, стає більш обґрунтованою з огляду на «людське» походження Божого сина. Звернення до теми таємних братств і змов робить книгу актуальною, адже такі історії зачаровують і закутують серпанком таємниці усю історію людства.
Автор, як зазначено в його обліковому записі Інстаграм, почав працювати над книгою у віці 17 років, а опублікував її безкоштовно у соціальних мережах в 30 років. Веброман «Епоха слави і надії» унікальний, на наш погляд, тим, що показує зростання автора в одному творі упродовж усіх 121 глав. Художня вартість роману збільшується від початку і до самого кінця, адже з моменту початку роботи над романом пройшло понад 13 років, протягом яких змінювався світогляд самого автора, що не могло не відобразитися на стилі оповіді та інших текстуальних характеристиках. Цікавою схожістю є час роботи над книгою – 13 років, стільки ж тривала робота Джованні Боккаччо над його великим твором "Декамерон", який включає сто новел, розказаних десятьма пов’язаних долею персонажами. Творчість Євгенія Литвака унікальна, адже автор в кожній своїй главі дуже точно і тонко описує персонажів, міста і локації, погоду й емоції, і плавно перетікає до суті книги.
Євгеній Литвак вдало використовує словесні та несловесні засоби для візуалізації подій твору: детальні описи персонажів, потужний етнографізм та історизм (особливо це простежується у другій частині роману – описи військового обладнання, індійських традицій та ін.) дозволяє створити ефект присутності читача в моменті читання. До несловесних засобів візуалізації варто додати власноруч створені ілюстрації – цикл картин олією, на яких зображені рептилоїди. Репродукції картин, інтегровані в текст, і є частиною сюжету безпосередньо (їх намалював Алекс Крамер, герой роману; він же – сам автор під офіційним псевдонімом). Цей момент свідчить про наполегливу та самовіддану роботу автора над художньою вартістю тексту. Наскрізними в творі є мотиви сну / сновидіння, а також зодіакальний мотив та зміїний (перелік не є вичерпаним, звертаємо увагу лише на найпитоміші), які поєднують усі три частини роману в одне ціле. Цей прийом виявився ефективним з огляду на складну систему хронотопу: сюжет другої частини твору розгортається в Індії 2000 років тому і є своєрідною «лінзою», крізь яку події першої частини «заломлюється» в третю частину. Тобто, неможливо об’єктивно оцінити динаміку характерів (наприклад, головного героя Ніколаса Романова), пропустивши читання «історичної» частини.

## Літвейк
Сучасний літературний процес зазнає значних трансформаційних зрушень, пов’язаних з діджиталізацією всіх сфер людського життя, в тому числі й читацького. Масовий читач переорієнтовується на вебпростір, що робить інтернет – літературу більш запитаною .
Євгеній Литвак дав поштовх розвитку мережевої літератури від жанру фанфікш до жанру літвейка – літературно-економічного феномена блогерсько-письменницької творчості.
Представником мережевої літератури є блоґер Євгеній Литвак, автор веброману «Епоха слави і надії». Твір виконує функцію контенту соціальних мереж (опубліковано безкоштовно в Телеграм-каналі та мережі Інстаграм), що не може не впливати як на форму, так і на зміст роману.
Litwake — абревіатура з англійської, що означає "літературне пробудження". Тобто, новий жанр — це продукт авторської фантазії, вебсередовища та інтернет-читача. Роман є контентом письменницького блогу в мережі Інстаграм і абсолютно безкоштовним для читачів.
Останні світові новини про мережеву літературу були близько 15 років тому, а саме – гучні «50 відтінків сірого» Е. Л. Джеймс, який є фанфіком на славнозвісні «Сутінки». Фанфік – це твір з альтернативним сюжетом, в якому присутні герої з інших книг, що робить неможливим офіційне оформлення авторських прав. Як правило, такий твір виставлений у вебпростір безкоштовно.  Litwake – це твір з унікальним сюжетом та власними героями, з офіційними авторськими правами та який теж виставлений в інтернет безкоштовно.
Історик та журналіст Вахтанг Кіпіані, який упорядкував книгу «Справа Василя Стуса», відзначив унікальність автора під час обговорення його інтернет-творчості.

## Монографія
Про те, що це новинка для літератури пише й харківська дослідниця, кандидатка філологічних наук Тетяна Бондарєва . «Сучасний літературний процес зазнає значних трансформацій у зв'язку з посиленою інтеграцією у вебпростір. Елітарний читач починає частіше звертатися до інтернет-джерел, серед яких з'являються й літературні твори з високою  художньою вартістю. Твори, що виникли спочатку в інтернет-просторі, а вже потім стали цілісними художніми текстами, можна умовно назвати терміном «літвейк» — «літературне пробудження», зазначає вона. — Основною характерною рисою таких творів є їх синкретичність, орієнтація як на масового, так і на елітарного читача, орієнтація на різні види мистецтва та велика позатекстова база». Тетяна Бондарєва також звертає увагу, як «автор роману органічно переплітає в тексті міфи різних народів, при тому трансформуючи їх: рептилоїди та таємниці будівництва Собору преподобного Ісаакія Далматського в Петербурзі, експерименти жерців над людьми та їх наслідок — створення жорстоких воїнів-берсерків, які насправді є героями давньогерманських та давньоскандинавських міфів». Додамо, що статтю про книгу вінничанина опублікували в Міжнародному науковому журналі «Грааль науки», а харківська науковиця вже працює над своєю професорською монографією, що базується на тексті «Епоха слави і надії».

## Релігія
Ще однією суттєвою рисою цього твору є переінтерпретація біблійних подій, що для інтернет-творів є абсолютно новим. Адже на теренах вебпростору ще не було цифрового апокрифу. Ці і багато інших характеристик робить жанр літвейка несхожим ні на що інше, а сам веброман виводить на якісно новий рівень в теорії літератури.

## Науковий інтерес
Книга викликала науковий інтерес з огляду виникнення нового явища в літературі. Наукові філологічні, медичні, економічні, історичні, педагогічні статті виходять у міжнародних журналах різної акредитації, а саме: 

1) Грааль науки / Нові жанрові модифікації в інтернет-парадигмі (на прикладі роману «Епоха слави і надії» Євгенія Литвака). 

2) InterConf / Мережева література – феномен XXI століття (на прикладі роману «Епоха слави і надії» Євгенія Литвака). 

3) PainMedicine Journal / Pain medicine in fiction. Bekhterev’s disease in Evgenii Litvak’s web novel «The Age of Glory and Hope» 

4) Integrative Pain Laboratory / Спільний проєкт українських та ізраїльських лікарів вивчає книгу «Епоха слави і надії» Євгенія Литвака. 

5) Doctorthinking Journal / Танатологічні мотиви в інтернет-літературі (на прикладі роману «Епоха слави і надії» Євгенія Литвака).

## Рекорди
13 років написання  — це найтриваліший період написання книги на теренах сучасного  літературного простору. Початкова та кінцева дата роботи над романом зафіксована у свідоцтві про реєстрацію авторського права. Сам Литвак висловлюється про це так: «Я тримав книгу у своїй голові і писав її понад 10.000 годин, поки "не звільнив" її. Я не талановитий. Я одержимий. Вся справа в тяжкій праці, в одержимості. Таланту не існує. Всі ми наділені однаковими здібностями. Ви можете стати ким завгодно, якщо готові присвятити справі достатньо часу, ви обов’язково досягнете вершини».
Понад 1000 сторінок — обсяг тексту приблизно 365.000 слів, що робить «Епоху слави і надії» найбільшою книгою в Україні, та однією із найбільших у світі. Жоден сучасний український письменник не написав нічого навіть схожого, середньостатистична українська книга в п’ять разів менша.
Litwake — перша книга у новому жанрі інтернет-літератури, 2021рік .
Репродукції — сам автор є ілюстратором роману під псевдонімом Алекс Крамер.

## Ілюстрації
Книга містить 13 картин  олією з збірки картин "фантастичні персонажі — рептилоїди, люди ящіри». Кожна картина має свою назву – це символічна цифра, пов’язана з його близкими людьми, що зникли. Картини здаються художнику безсмертною пам’яттю про його друзів, "ідеєю, що символізує прожиту епоху і надію на зустріч". Історично-сюрреалістичні картини рептилоїдів в тих або інших подіях, цікаві і самі по собі як ілюстрації до тих самих подій, і це ще і вагома частина сюжету: «рептилоїди виглядають так, ніби картини написані з натури». Євгеній Литвак не тільки письменник, він ще й знаний український художник — Алекс Крамер. Вісім чоловічих образів у форматі портрету та п’ять жіночіх – туристки на фоні колоніального стилю. В одному з його постів instagram ми читаємо: "рептилоїди виглядають так, ніби картини написані з натури". Художник писав рептилій тринадцять разів. Однак, як каже сам автор картин, це нове мистецтво, яке можна порівняти із напрямом руїністів, а саме з творчістю Піранезі, Юбера Робера, Паніні. Литвак користується технікою alla prima – "за один раз", різновид техники живопису, що передбачає виконання полотна за один сеанс. Написані портрети здаються живими: важкі, повні внутрішньої сили, вони передають людські емоції, пульсують і змінюються у нас на очах – ніби дивляться на вас. Після того, як українські музеї визнали творчість Крамера – одразу піднялась ціна на його картини. Кожна наступна стає дорожче за попередню:
Картина "060" - 57.600 грн 
 
Картина "045" - 66.800 грн 

Картина "022" - 76.400 грн 

Картина "072" - 86.000 грн 

Картина "006" - 100.200 грн 

Картина "039" - 120.800 грн
Експерт Владислав Колодійчук прогнозує, що ціна на останню картину Крамера може бути понад 1.000.000 грн.

## Музеї
Український боксер-професіонал, чемпіон світу, Європи та інтерконтинентальний чемпіон за різними версіями Роман Олександрович Головащенко подарував картину «Рептилоїд 060» художника Алекса Крамера (Євгеній Литвак) вартістю 57.600 грн до Пархомівського художнього музею ім. А.Ф. Луньова .
Найвідоміший вінницький хореограф, а в минулому багатократний чемпіон з хіп-хопу, засновник однієї з кращих танцювальних студій Вінниці "3 зет” і автор численних проектів, хореограф збірної "Полтава-Комсомольск" в мега-шоу "Майданс. Другий сезон" і танцюрист Іван “Джоз”  Дунаєвський подарував картину "Рептилоїд 045" художника Алекса Крамера (Євгеній Литвак) вартістю 66.830 грн у Хмельницький обласний художній музей.
Відомий український боксер-професіонал, що виступав в напівважкій ваговій категорії, колишній інтерконтинентальний чемпіон по версіях WBA і WBO, член журі талант-шоу "Україна має талант", тренер проекту "Зважені та щасливі", В'ячеслав Узелков подарував картину "Рептилоид 022" художника Алекса Крамера (Євгеній Литвак) вартістю 76.377 грн до Вінницького обласного художнього музею.
Багатократний призер та переможець національних та регіональних турнірів з практичної стрільби, Ігор Бондар подарував картину "Рептилоїд 072" художника Алекса Крамера (Євгеній Литвак) вартістю 85.924 грн до Вінницької дитячої художньої школи.
Професор Вінницького національного медичного університету, доктор медичних наук, медичний директор, анестезіолог, Дмитро Дмитрієв вирішив подарувати картину "Рептилоїд 006" художника Алекса Крамера (Євгеній Литвак) вартістю 100.245 грн до Національного музею-садиби М. І. Пирогова (м. Вінниця) 

## Продовження
Очікування від наступної книги Євгенія Литвака  дуже високі, і фанати не можуть утримати свою зацікавленість, чекаючи на новий літературній шедевр.
Одне з найбільших очікувань щодо наступної книги Литвака полягає в його здатності придумувати захопливі та заплутані історії. Автор відомий своїм талантом змішувати факти та фантастичні елементи, тим самим створюючи вірогідні та захоплюючі сюжети. Навряд чи наступна книга буде винятком, адже Литвак завжди здатний здивувати своїх читачів новими та цікавими ідеями. Тепер, з новою книгою на горизонті, фанати та критики одночасно запитують: що ми можемо очікувати від наступного шедевру Євгенія Литвака? Перш за все, потрібно зазначити, що Литвак завжди знає, як викликати інтерес до своїх книг.
Враховуючи це, ми можемо сподіватись, що наступна книга Литвака буде проникнута несподіваними, захоплюючими та контроверсійними темами, які привернуть увагу і залишать читачів з нетерпінням очікувати наступного розкриття таємниці. Герої Литвака завжди були яскравими, харизматичними та цікавими особистостями. Чи були це ловець снів Ніколас Романов, художник Алекс Крамер, або Цар Підземного Світу, вони втілювали ідеалізовані образи героїв, готових рішуче приймати будь які виклики.
Нова пригода з протагоністом в ролі головного героя: один з найбільших атрибутів творчості Литвака - його головний герой, ловець снів і симпатичний блогер з гарним почуттям гумору. Ніколас Романов став улюбленцем багатьох читачів. Ім'я Ніколаса Романова стало синонімом пригод, знаходжень і розкриттям секретів, тому його повернення в новому романі Євгенія Литвака є майже необхідним. Захоплюючі подорожі головного героя по світу, розгадування головоломок та зіткнення з загадковими сектами приваблюють читачів до нової книжки Литвака.
Чи не найцікавіше в очікуванні наступної книги Литвака "Епоха слави і надії. Єрусалим" - це виявлення нової теми, яка стане основою для його нового роману. За його попереднім твором ми можемо здогадатися, що автор найімовірніше вибере щось надзвичайно цікаве і актуальне. Це може бути таємниця про подорож у часі, пов'язана зі світовою історією, релігією, рептилоїдами або навіть сучасними технологіями. Але, безумовно, Євгеній Литвак здатен здивувати нас новим, неймовірним подвигом літературного генія. Найпоширеніший варіант обговорення з потенційних тем для нової книги може бути "Темна сторона технологій". Враховуючи стрімкий технологічний прогрес останніх років, не випадково, що Литвак може дослідити вплив нових технологій на наше суспільство і індивідуальність. Він може вивчити та дослідити проблеми приватності, штучного інтелекту, кібербезпеки та віртуальної реальності, створюючи захопливу історію, яка одночасно розбурхає уяву і залишить нас з багатьма питаннями.
На що варто звернути увагу, - це вивчення нових місць. Литвак завжди блискуче досліджує різні локації у своїх романах, відтворюючи їх такими реалістичними, що читач майже може відчути усю атмосферу. Також, ми можемо очікувати, що Литвак введе нас в нову інтригуючу сюжетну лінію, наповнену небезпекою та несподіваними поворотами. Він відомий своєю здатністю створювати складні сюжети, де герої знаходяться під постійною загрозою, а розкриття таємниці може змінити хід історії.
Ще дуже важливо для Литвака - це головний герой. Він створює непересічних персонажів, які захоплюють читача та залишаються з ним надовго. Чи буде це ловець снів Ніколас Романов, який став фіксатором письменника, чи буде це новий герой, якого ми ще не бачили? В його новій книзі можна очікувати, що він розкриє ще одну велику історичну таємницю, можливо, пов'язану зі знаменитими постатями або подіями, які дотепер залишилися нерозкритими. Це може бути тема подальшого розслідування релігійних загадок, і на сам перед "Що насправді було на таємній вечері?"

## Відгуки
"Литвак, як і Толкін у "Володарі перснів", як і Кінг в "Темній Вежі", став Богом свого світу. Силою яка підпорядковує собі закони всесвіту. Литвак не просто автор, який дарує плоди свого розуму і фантазії іншим людям, він вища сила, яка не підпорядковується бажанням інших. Він сам виріщує дарувати милість одним або згубити інших. 
Варто тільки замислитися над цим, як розумієш, що більшість авторів ніколи не убʼють героя, який запав в душу прихильникам. Більшість сучасних авторів прагнуть просто запрацювати, плодячи сіквели, пріквели, нові історії з одними героями. Але Литвак руйнує ілюзії і надії, знищуючи ключових героїв і вводячи нових персонажів, які можуть виявитися досить "старими". А іноді він вирішує, що можна і воскресити когось, щоб надати гостроту, найголовніше заплутати і змусити гадати, що ж послідує далі". - доктор медичних наук, професор - Лісний І.І.
"Композиція зовсім з незвичним хронотопом подій, а сюжетні лінії абсолютно не примітивно лінійні. Герої екзистенціально приречені, але поводяться відповідно до Кодексу Братства. Головний герой кохає жінку, кохає своє Братство і намагається знайти еліксир безсмертя". - Кандидат технічних наук, професор Міжнародної Кадрової Академії - Леонтьєв В.О.
"Із самого початку книга Євгенія Литвака підкорює глибиною опрацюваного змісту, масштабністю романа і часом непередбаченою літературною грою «а хто наступний зійде з арени життя»? На сторінках книги нам відкривається таємне Братерство Девʼяти Невідомих і їх секрети, але матеріал в цілому написаний так, немов зсередини, і складається таке враження, що сам автор впевнено і почесно займає місце в цьому закритому клубі обраних людей". - Кандидат географічних наук, доцент кафедри екології - Хаєцький Г.С.
"Привертає увагу рівень підготовки автора: в тексті можна зустріти історизми, етнографізми. Варто зауважити, що історичні факти майстерно переплетені з легендами і міфами (наприклад, про згаданих вище рептилоїдів). Для тексту характерний релігійний плюралізм: від християнства до буддизму". - Кандидат економічних наук - Долюк А.В.
"З економічної точки зору традиційна літературна діяльність є регламентованою та вивченою з різних позицій. Проте, загальновідомо, що облік і оподаткування, а також контент-маркетинг та інші комерційні аспекти діяльності блогера, як такого в чинній українській нормативно-правовій базі є питанням невирішеним. Саме з цієї позиції, контент-роман «Епоха слави і надії» Євгенія Литвака - це перспективний об'єкт наукових студій на предмет стратегій прибутку на доцільності оподаткування". - Кандидат економічних наук, доцент - Фурман І.
"Євгеній Литвак у своему інтернет-романі досить майстерно використовує танатологічний мотив в різних сюжетних лініях: буквально кожна з трьох частин роману містить епізоди з різними варіаціями на тему смерті. Особливу зацікавленість становить історична частина роману, в якій автор демонструє уявлення стародавніх жителів про життя та смерть не лише, як про медичні категорії, але й як про етичні, філософські, релігійні тощо". - Доктор медичних наук, професор - Дмитрієв Д.
"Щиро хочу відзначити, що автор Євгеній Литвак вдало використав свій унікальний прийом "раптової смерті", що не залишає байдужими його читачів. З першого знайомства з книгою, я відчув, що опинився у світі, детально опрацьованому автором. Величезна масштабність полотна вразила мене і змусила поглибитись у кожну сторінку твору. Здавалося, ніби я сам брав участь у цій епічній пригоді, сповненій неймовірних змін, небезпеки й справжньої людської сили. Одним з особливих моментів була жорстока літературна гра "ну, хто зараз помре"? Вона створювала додаткову напругу та непередбачуваність подій, не давала заспокоїтись ні на хвилину". - Доктор філологічних наук, професор - Когиш Мігай 
"Мене особливо здивувала глибина і реалістичність героїв. Вони, як гармонійна мозаїка, розкривають різні аспекти людської природи - кохання, вірність, жертовність. Особисті драми переплітаються з загальними інтересами Братерства, а кожен з них стає часткою чогось більшого, високого. Одним з основних тематичних підґрунтків є любов. Любов до жінки, до Братерства, до життя і до бажання вічності - це, здається, є драйверами для персонажів. Та, на жаль, вона є джерелом як радості, так і страждань". - Лікар-невролог, Абсолютний чемпіон України 2017 року із прикладної стрільби UFPS (карабін) - Бондар І.О.
"Рекомендую книгу не лише як захопливий твір, але й як інтелектуальний виклик. Вивчення наукових праць з символіки може розкрити ще більше глибини у цьому захоплюючому літературному шедеврі. Це важливий внесок у сучасну літературу та мистецтво, який залишає слід у серці та розумі читача". - Кандидат юридичних наук, доцент - Боднар С.В.
"До несловесних засобів візуалізації варто додати власноруч створені ілюстрації — цикл картин олією, на яких зображені рептилоїди. Репродукції картин інтегровані в текст і є частиною сюжету безпосередньо (їх намалював Алекс Крамер, герой роману; він же – сам автор під офіційним псевдонімом). Цей момент свідчить про наполегливу та самовіддану роботу автора над художньою вартістю тексту". - Кандидат філологічних наук - Волошина О.
"Ця книга вирізняється не лише захоплюючим сюжетом, а й високою якістю мови. Автор вдало поєднує майстерність розповіді з глибоким підтекстом, підштовхуючи читача думати та переосмислювати своє ставлення до власного життя. "Епоха слави і надії" — це не просто книга, це літературний шедевр, який залишить невиліковні сліди в душі читача". - Директор Вінницького фахового коледжу культури і мистецтв імені М.Д. Леонтовича - Городинський С.С.
"Особливої уваги, на наш погляд, заслуговує питання сомнології, яке наскрізно присутне в романі: професія головного героя - ловець снів (тобто, розуміємо фахівця сомнології). Сни протягом твору поєднують минуле з майбутнім. А легаргічний сон, який ще мало досліджений в медицині, використовусться ченцями, як засіб певної «консервації» ресурсів людини". - Доктор медичних наук, професор - Таран О.
"Сам твір в цілому виконаний у кращих традиціях історичних пригод і, безперечно, знайде свого поціновувача не лише на просторах інтернету, але й, за умов якісної екранізації роману, може стати в один ряд з такими класичними фільмами в історико-пригодницькому жанрі, як «Індіана Джонс» чи «Код да Вінчі» тощо". - Викладач вищої категорії - Колесник О.В.
"Як бачимо, автор називає дану епоху, в якій відбуваються події, епохою слави і надії. Він зазначає, що без сучасних технологій неможливо здобути славу, яка є своєрідним «еліксиром безсмертя». А надія та віра покликані надати сил під час пошуків та прагнення до слави. Таким чином простежується закономірність синкретичності жанрових модифікацій та універсальності сучасного митця в процесі творчого пошуку, що нерозривно зв’язані із «епохальним феноменом» інтернет-простору". - Директор комунального закладу  «Загальноосвітня школа І ступеня № 5 Вінницької міської ради» - Кучма Н.А.
"Поняття "Litwake" не піддається однозначному визначенню. З точки зору лінгвістики, це блог письменника розглядається як "літературне пробудження - публічний, загальнодоступний, відкритий, нелінійний, інтерактивний, динамічний, вільний доступ до авторського матеріалу, який створюється за участю автора-блогера і активних читачів-підписників". Виходячи з цього визначення можна підкреслити такі особливості блогу Litwake, як загальнодоступність, відкритість. У створенні нового жанру інтернет літератури беруть участь два суб'єкти: автор і читач". - Кандидат педагогічних наук, Спеціаліст вищої категорії, викладач-методист - Сірак І.П.
"Головна героїня книги, тендітна дівчина Анна, виявляє любов та здатність до самопожертви.
Любов до близьких та самопожертва творять дива. Наприкінці книги добро перемагає зло. Серце героя оживає, він знову здатний любити та переживати. Це дуже актуально, як для дітей, так і для дорослих.
Пан Литвак такий, який є. І дякувати Богу, що є і що так пише". - В. Кіпіані 
"Необхідно визнати, що ця книга – це не тільки твір мистецтва, але і своєрідний літературний експеримент. Литвак відкриває нові можливості для творчості, дозволяючи читачам поглиблюватися у фантастичні світи, витісняючи стандартні рамки літературних жанрів. Ця книга – не лише читання, а і пригода, яка залишає незабутні враження та розширює горизонти літературного світу". - Кандидат медичних наук, спеціаліст вищої категорії, викладач-методист - Андрієвський І.Ю.

## Рецензії
- Рецензент: І.І.Лісний, Завідувач науково-дослідного відділення анестезіології та інтенсивної терапії Національного інституту раку МОЗ України, доктор медичних наук, професор. Відгук на книгу «Епоха слави і надії» Євгенія Литвака.
- Рецензент: Леонтьєв Василь Олександрович, Кандидат технічних наук, професор Міжнародної Кадрової Академії, декан факультету електроенергетики та електромеханіки ВНТУ. Відгук на книгу вінничанина "Епоха слави і надії" Євгенія Литвака.
- Рецензент: Хаєцький Г.С., Кандидат географічних наук, доцент кафедри екології, природничих та математичних наук, КВЗО "Вінницька академія безперервної освіти". Відгук на книгу «Епоха слави і надії» Євгенія Литвака.
- Рецензент: А.В.Долюк, кандидат економічних наук, Вінницький технічний фаховий коледж. Відгук на книгу «Епоха слави і надії» Євгенія Литвака.
- Рецензент: Ірина Фурман, кандидат економічних наук, доцент, Вінницький Національний Аграрний Університет. Відгук на контент-роман «Епоха слави і надії» Євгенія Литвака.
- Рецензент: Дмитро ДМИТРІЄВ, Доктор медичних наук, професор Вінницького національного медичного університету. Відгук на інтернет-роман «Епоха слави і надії» Євгенія Литвака.
- Рецензент: Когиш Мігай, доктор філологічних наук, професор, директор Інституту славістики Сегедського науковго університету (Угорщина). Відгук на книгу "Епоха слави і надії".
- Рецензент: БОНДАР ІГОР ОЛЕКСАНДРОВИЧ, Лікар-невролог, спеціалізується на лікуванні порушень діяльності центральної та периферичної нервової системи. Займається терапією запаморочень, епілепсії, судом, хвороби Паркінсона. Абсолютний чемпіон України 2017 року із прикладної стрільби UFPS (карабін). Президент Вінницької обласної федерації прикладних стрілецьких видів спорту. Директор відокремленного підрозділу громадської спілки "ФЕДЕРАЦІЯ ПРАКТИЧНОЇ СТРІЛЬБИ УКРАЇНИ" у вінницькій області. Директор громадської організації «ВІННИЦЬКИЙ ОБЛАСНИЙ СТРІЛЕЦЬКИЙ КЛУБ „СОКІЛ“». Відгук на книгу "Епоха слави і надії".
- Рецензент: Леонтьєв Василь Олександрович, Кандидат технічних наук, професор Міжнародної Кадрової Академії, декан факультету електроенергетики та електромеханіки ВНТУ. Відгук на книгу вінничанина "Епоха слави і надії" Євгенія Литвака.
- Рецензент: С.В. Боднар, Кандидат юридичних наук, доцент, проректор ПВНЗ "Вінницький фінансово-економічний університет". Відгук на книгу "Епоха слави і надії".
- Рецензент:Оксана ВОЛОШИНА, Кандидат філологічних наук, Вінницький національний аграрний університет. Відгук на книгу Євгенія Литвака «Епоха слави і надії».
- Рецензент: Городинський Станіслав Станіславович, Директор Вінницького фахового коледжу культури і мистецтв імені М.Д. Леонтовича, Український співак та композитор, народний артист України, переможець конкурсу на звання "Людина року" у номінації "Діяч культури та мистецтва року (м.Вінниця 2000р.)", переможець конкурсу у номінації "Митець", занесений до золотого фонду Української естради. Відгук на книгу "Епоха слави і надії".
- Рецензент:  Оксана ТАРАН, Доктор медичних наук, професор, Вінницький національний медичний університет ім. М. І. Пирогова.
- Рецензент: О.В. Колесник, Викладач вищої категорії, викладач циклової комісії правових дисциплін Вінницького фахового коледжу економіки та підприємництва Західноукраїнського національного університету. Відгук на книгу Євгенія Литвака «Епоха слави і надії».
- Рецензент: Наталія Анатоліївна КУЧМА, Філологічний факультет ВДПУ, вчитель української мови та літератури, зарубіжної літератури, директор комунального закладу  «Загальноосвітня школа І ступеня № 5 Вінницької міської ради». Відгук на книгу «Епоха слави і надії».
- Рецензент: СІРАК ІННА ПЕТРІВНА, Заступник директора Вінницького медичного фахового коледжу ім. акад. Д.К. Заболотного, Кандидат педагогічних наук, Спеціаліст вищої категорії, викладач-методист. ВІДГУК на книгу «Епоха слави і надії» Євгенія Литвака.
- Рецензент: АНДРІЄВСЬКИЙ ІВАН ЮРІЙОВИЧ, "Директор Вінницького медичного фахового коледжу ім. акад. Д.К. Заболотного. Голова Ради директорів медичних коледжів Вінницького регіону. Доцент кафедри соціальної медицини, економіки та організації охорони здоров'я Вінницького національного медичного університету ім. M.І. Пирогова. Кандидат медичних наук, спеціаліст вищої категорії, викладач-методист. Член національної спілки журналістів України. "Заслужений працівник освіти України" за значний особистий внесок у розвиток національної освіти, підготовку кваліфікованих фахівців, багаторічну плідну педагогічну діяльність та високий професіоналізм. Відгук на книгу "Епоха слави і надії".
- Рецензент: В. Кіпіані, Відгук на книгу «Епоха слави і надії» Євгенія Литвака.

## Відгуки від читачів
- Епоха слави і надії | Євгеній Литвак | Відгук | Vika Book Blog
- Епоха слави і надії @litvak_evgenii